# Anhalt

De vlag van Anhalt.

Anhalt (1871)

Anhalt is een historische regio in Midden-Duitsland. Het ligt in de Oost-Duitse deelstaat Saksen-Anhalt. Anhalt strekt zich uit van de oostelijke Harz tot de Elbe. De belangrijkste steden in het gebied zijn Dessau, Bernburg, Köthen en Zerbst. Anhalt heeft een eigen protestantse Kerk, de Evangelische Landskerk van Anhalt, waarmee het gebied zich op religieus gebied onderscheidt van de rest van Saksen-Anhalt. Inwoners van Anhalt worden Anhalters genoemd, het bijvoeglijk naamwoord is Anhalts.
Anhalt ontstond in de 13e eeuw als vorstendom binnen het Heilige Roomse Rijk. Anhalt werd regelmatig opgedeeld onder de leden van de heersende dynastie. In 1863 werd het land weer verenigd en kreeg het de status van hertogdom. Tijdens de novemberrevolutie moest de hertog aftreden en werd Anhalt een vrijstaat. In 1947 werd het samengevoegd met de Pruisische provincie Saksen tot de deelstaat Saksen-Anhalt.

## Etymologie
De naam Anhalt is afgeleid van het Kasteel Anhalt, dat in het oosten van de Harz op een heuvel boven het riviertje de Selke ligt. Over de oorsprong van de naam Anhalt zijn verschillende theorieën. Mogelijk verwijst de naam naar een bouwwerk zonder hout (ane holt) of naar de ligging van het kasteel op een heuvel (an halde).

## Geschiedenis

### Middeleeuwen en reformatie
Anhalt werd in 1212 een zelfstandig territorium binnen het Heilige Roomse Rijk. Hertog Bernhard van Saksen, een zoon van Albrecht de Beer, was in 1212 gestorven. Zijn oudste zoon Hendrik I erfde de bezittingen en rechten van de Ascanische dynastie in hun stamland, dat zich uitstrekte van het oosten van de Harz tot de Fläming. Hendrik I noemde zich vanaf 1215 "graaf van Aschersleben en vorst in Anhalt". Hij was de enige graaf die tot de rijksvorstenstand behoorde. Zijn gebied bestond uit de steden en marktplaatsen Coswig, Wörlitz, Dessau, Raguhn, Köthen, Wörbzig, Bernburg, Aschersleben en Harzgerode. Daarnaast bezaten de vorsten van Anhalt de voogdijrechten over de machtige kloosters in Gernrode en Nienburg. De Sint-Cyriacus in Gernrode is een belangrijk voorbeeld van de architectuur van de Ottoonse renaissance. In de eerste helft van de dertiende eeuw schreef Eike van Repgow, een ridder uit het oosten van Anhalt, de Saksenspiegel. Het werk is een van de bekendste rechtsboeken uit het middeleeuwse Duitsland. In dezelfde periode trokken de vorsten van Anhalt Vlaamse kolonisten aan die zich rond de Fläming vestigden. Later werd dit gebied ook naar hen vernoemd.
De geschiedenis van Anhalt werd bepaald door talrijke erfdelingen binnen het vorstenhuis. Al in 1252 werd Anhalt verdeeld tussen de drie zoons van Hendrik I. Door de delingen verzwakte de positie van de vorsten. In 1315 ging Aschersleben verloren en ondanks verschillende pogingen wisten de vorsten het nooit terug te krijgen. Vanwege de machteloosheid van de Anhaltse vorsten gingen Brandenburg en Saksen, die geregeerd werden door andere takken uit het huis der Ascaniërs, voor de dynastie verloren. Daarnaast liepen de schulden van het vorstenhuis steeds verder op. Toch wisten de vorsten hun gebied ook uit te breiden. In 1307 verwierven ze de rijke stad Zerbst, op dat moment de grootste stad in het gebied.
De nabijheid van Wittenberg, waar Luther in 1517 zijn 95 stellingen publiceerde, zorgde ervoor dat de protestantse ideeën zich snel in Anhalt verspreidden. Wolfgang van Anhalt-Köthen was een van de oprichters van het Schmalkaldisch Verbond, die de positie van het protestantisme in het Heilige Roomse Rijk moest verdedigen. George III van Anhalt-Dessau was zelf een bekend hervormer. De meeste vorsten uit de periode van de reformatie stierven kinderloos, zodat Joachim Ernst vanaf 1570 heel Anhalt onder zijn heerschappij verenigde. Zijn zoons gingen rond het jaar 1600 van het lutherse over op het gereformeerde protestantisme. Door de nieuwe geloofsrichting verstevigde de band met de Palts, de Nederlandse Republiek en het nabijgelegen keurvorstendom Brandenburg.

### Van de Dertigjarige Oorlog tot de Verlichting
Na een laatste grote deling onder de zonen van Joachim Ernst in 1606 ontstonden de vier vorstendommen Anhalt-Dessau, Anhalt-Köthen, Anhalt-Bernburg en Anhalt-Zerbst. Ondanks de geringe afmetingen van hun gebieden, wist een aantal vorsten bovenregionale bekendheid te verwerven. Lodewijk I van Anhalt-Köthen was medeoprichter van het Fruchtbringende Gesellschaft, een genootschap dat de Duitse taal bestudeerde en bevorderde. Zijn broer Christiaan I, die als kanselier in de Palts werkte, was een van de oprichters van de Protestantse Unie. De oprichting van deze alliantie van protestantse vorsten was een van de oorzaken van de Dertigjarige Oorlog (1618-1648) die grote delen van Duitsland verwoestte. Anhalt, dat midden op de route van de doortrekkende legers lag, was een van de zwaarst getroffen gebieden. De wederopbouw zou enkele decennia duren.
Vanaf de tweede helft van de zeventiende eeuw begonnen de Anhaltse vorsten in militaire dienst van grotere machten te treden. Een militaire loopbaan in het Brandenburgs-Pruisische leger werd een traditie in het Anhaltse vorstenhuis. In 1659 trouwde Johan George II van Anhalt-Dessau, geholpen door zijn positie in het Brandenburgse leger, met Henriëtte Catharina, een dochter van stadhouder Frederik Hendrik van Oranje. Door dit huwelijk werd Anhalt cultureel en economisch beïnvloed door de Republiek der Nederlanden. Slot Oranienbaum werd voor Henriëtte Catharina in Hollands classicistische stijl gebouwd. Het huis Anhalt-Zerbst breidde tegelijkertijd zijn gebied uit door de erfenis van de Oost-Friese heerlijkheid Jever in 1667.
Aan het begin van de 18e eeuw waren de Anhaltse vorstenhoven belangrijke culturele centra. Tussen 1717 en 1721 werkte Johann Sebastian Bach als kapelmeester aan het hof van Leopold I van Anhalt-Köthen. Hier componeerde hij onder andere Das wohltemperierte Klavier en de Brandenburgse Concerten. Johann Friedrich Fasch, een andere componist uit de barok, was werkzaam aan het hof in Zerbst. In 1745 trad Sophia Augusta Frederica van Anhalt-Zerbst in het huwelijk met de Russische troonopvolger Peter III. Na een staatsgreep kwam ze zelf aan de macht onder de naam Catharina II. In Anhalt-Dessau hervormde Leopold I het bestuur en de economie, waardoor hij de positie van zijn land verstevigde.
Vanaf 1758 begon Frans van Anhalt-Dessau met een ingrijpende reeks hervormingen. Deze waren gebaseerd op de idealen van de Verlichting en Anhalt-Dessau groeide onder zijn regering zelfs uit tot een modelstaat voor andere verlichte vorsten. In Wörlitz liet Frans in samenwerking met zijn vriend en architect Friedrich Wilhelm von Erdmannsdorff een van de eerste Engelse landschapstuinen van het Europese vasteland aanleggen. Het hele tuinencomplex rond Dessau en Wörlitz stond in het teken van de Verlichting. Als onderdeel van de tuinen liet Frans het eerste Neoclassicistische paleis en enkele van de eerste neogotische bouwwerken buiten Engeland bouwen.

### Moderne tijd
Evenals andere Duitse heersers moesten de vorsten van Anhalt zich tijdens de napoleontische oorlogen aansluiten bij de door de Franse keizer Napoleon beheerste Rijnbond. De vorsten kregen wel een rangverhoging: vanaf 1807 mochten ze zich hertog noemen. Na de nederlaag van Napoleon sloten ze zich in 1815 aan bij de Duitse Bond. Anhalt werd na 1815 geheel omgeven door het veel grotere koninkrijk Pruisen, dat Anhalt zeer sterk beïnvloedde. In het Revolutiejaar 1848 kwam het ook in Anhalt tot onrusten, en kreeg het land een liberale grondwet. Later kregen de conservatieven weer de overhand en werd de grondwet ongeldig verklaard. In 1863 stierf hertog Alexander Karel van Anhalt-Bernburg kinderloos. Leopold IV Frederik van Anhalt-Dessau, die in 1853 Anhalt-Köthen al had geërfd, kon zo het hertogdom Anhalt verenigen. In 1871 werd het hertogdom een deelstaat binnen het Duitse keizerrijk.
In de tweede helft van de 19e eeuw begon Anhalt, dat tot dan toe vooral een agrarisch gebied was geweest, snel te industrialiseren. Enkele industriële ondernemingen, zoals het Deutsche Continental-Gas-Gesellschaft, de scheepswerf in Roßlau, de Solvay-Fabriek in Bernburg en de Junkersfabrieken in Dessau waren van belang voor de hele Duitse economie. Vanwege de gunstige ligging in Midden-Duitsland, het uitgebreide spoornetwerk en de goed bevaarbare rivieren groeide de omgeving van Anhalt en het Pruisische Halle uit tot een van de meest geïndustrialiseerde regio's van het Duitse Keizerrijk. De industrialisering en de groei van de arbeidersklasse leidde ook tot de opkomst van de socialisten en de sociaaldemocraten in de politiek.
Anhalt werd niet direct getroffen door de Eerste Wereldoorlog, maar tijdens de Novemberrevolutie braken ook in Anhalt onlusten uit. Op 12 november 1918 moest Joachim Ernst aftreden, waarna Anhalt een vrijstaat binnen de Weimarrepubliek werd. De vrijstaat werd bestuurd door een coalitie van de Sociaaldemocratisch SPD en de links-liberale Deutsche Demokratische Partei. In 1925 vestigde het Bauhaus zich in Dessau.
Met het uitbreken van de crisis van de jaren 30 kwam ook in Anhalt een einde aan de economische groei. In 1932 behaalde de Nationaalsocialistische Duitse Arbeiderspartij (NSDAP) een grote verkiezingszege en Anhalt werd de eerste deelstaat waar de nationaalsocialisten de regering vormden. Als gevolg van de gelijkschakelingspolitiek werd de vrijstaat in 1934 in feite opgeheven. De joodse cultuur werd door de nazi's geheel vernietigd. Als onderdeel van het Aktion T4, het euthanasie- en sterilisatieprogramma van de nazi's, werd in Bernburg een euthanasiecentrum opgericht, waar meer dan 14.000 mensen werden vermoord. Vanwege de motorenbouw en vliegtuigbouw in de Junkersfabrieken was Dessau in de Tweede Wereldoorlog een belangrijk doelwit voor geallieerde bommenwerpers. In 1945 werden de steden Zerbst en Dessau door bombardementen vrijwel geheel vernietigd. Het Amerikaanse leger, dat Anhalt aanvankelijk bezet had, droeg het gebied kort na het einde van de oorlog over aan de Sovjet-Unie. Anhalt werd onderdeel van de Sovjet-bezettingszone, het latere Oost-Duitsland. De Sovjets voegden de vrijstaat Anhalt met de Pruisische provincie Saksen samen tot de nieuwe deelstaat Saksen-Anhalt.